# 罗蒙常山
罗蒙常山（学名：Dichroa yaoshanensis）为虎耳草科常山属下的一个种。

## 扩展阅读
- 維基物種上的相關：罗蒙常山